# Fehér Imre (rendező)
Fehér Imre (Arad, 1926. augusztus 5. – Budapest, 1975. október 10.) magyar filmrendező, egyetemi tanár. Felesége Szőllősi Judit volt.

## Életpályája
Egyetemi tanulmányait a kolozsvári egyetem Bölcsészettudományi Karán végezte el. 1946–1950 között végzett a Színház- és Filmművészeti Főiskola hallgatójaként. 1948–1950 között a Balázs Béla Stúdió vágója volt. 1949–1967 között sok film forgatókönyvírója, dramaturgja, segédrendezője és rendezője volt. 1950–1953 között a Színház- és Filmművészeti Főiskola oktatója volt. 1961-től a Budapest Stúdióban és a Mafilmnél dolgozott. 1967–1975 között a Pannónia Filmstúdió szinkronrendezője volt.

### Munkássága
1957-ben készült el Bara Margit és Darvas Iván főszereplésével a Bakaruhában című film, amely bekerült a Budapesti tizenkettő közé. Hunyady Sándornak ezt az 1910-es években játszódó kegyetlen idilljét egy cselédlány és egy, őt megtévesztő úrifiú között Hubay Miklós forgatókönyve alapján megkapó módon dolgozta fel és fejlesztette tovább. Ez a mű a magyar filmgyártás egy hanyatló szakaszában (1971) méltán aratott egyhangú hazai és nemzetközi sikert.  Stílusát finom ízlés, tartózkodó, szűkszavú formai megoldások és nagy atmoszférateremtő erő jellemezték. Hangsúlyaiban, atmoszférájában, alakjaiban plasztikusan idézte fel a hazug illúziók elsüllyedt világát. Ezt az emlékezetes teljesítményét Fehér Imre nem tudta sem megismételni, sem felülmúlni.
Az Égi madár című filmje paraszti közegben játszódó Móricz Zsigmond-adaptáció. Itt is egy szerelmi történet áll a középpontban, akárcsak a Bakaruhában című filmben, ám itt happy enddel zárul a történet. 
A Gyalog a mennyországba című filmben Fehér Imre először teremtett lehetőséget Latinovits Zoltánnak a filmes bemutatkozásra. Partnernőjének Törőcsik Marit szerződtette az egy fiatal házaspár útkeresését ábrázoló történethez.

## Filmjei
- Úttörők (1949)[3]
- A béke ifjú harcosa (1950)
- Ifjú szívvel (1953)
- Kiskrajcár (1953)
- Fel a fejjel (1954)
- Budapesti tavasz (1955)
- Dollárpapa (1956)
- Bakaruhában (1957)
- Égi madár (1957)
- Gyalog a mennyországba (1959)
- Kard és kocka (1959)
- Az utolsó vacsora (1962)
- Húsz évre egymástól (1962)
- Asszony a telepen (1962)
- Fotó Háber (1963)
- Az aranyfej (1964)
- A kőszívű ember fiai (1964)
- Egy magyar nábob (1966)
- Kárpáthy Zoltán (1966)
- Harlekin és szerelmese (1967)
- Tűzgömbök (1975)